# بابایی (فیلم ۲۰۲۳)
بابایی (انگلیسی: Daddio) یک فیلم درام آمریکایی محصول سال ۲۰۲۳ به نویسندگی و کارگردانی کریستی هال است. داکوتا جانسون (که تهیه‌کننده فیلم نیز می‌باشد) در نقش زن جوانی است که پس از یک سفر به منهتن بازمی‌گردد و به‌طور غیرمنتظره ای با راننده تاکسی خود کلارک (با بازی شان پن) صحبت می‌کند.
پس از نمایش در پنجاهمین جشنواره فیلم تلوراید در ۱ سپتامبر ۲۰۲۳، دادیو در ۲۸ ژوئن ۲۰۲۴ توسط کمپانی سونی پیکچرز کلاسیکس در سینماهای منتخب ایالات متحده و کانادا اکران شد.

## داستان
زن جوانی پس از فرود در فرودگاه بین‌المللی جان اف کندی با تاکسی به آپارتمان خود در منهتن برمی‌گردد. در طول مسیر فرودگاه تا خانه، او و راننده تاکسی، کلارک، به‌طور غیرمنتظره‌ای صادقانه در مورد موضوعات متعددی از جمله روابط گذشته و حال، پویایی جنسی و قدرت، از دست دادن و آسیب‌پذیری صحبت می‌کنند.

## ساخت
فیلمبرداری در شهر نیویورک و در جرسی سیتی، نیوجرسی، در دسامبر ۲۰۲۲ انجام شد. در ۱۶ روز فیلمبرداری شد. این فیلم در ژانویه ۲۰۲۳ وارد مراحل پساتولید شد.

## بازخوردها
- در وب‌سایت جمع‌آوری نقد راتن تومیتوز از رای ۱۰۰ نقد منتقد، با میانگین امتیاز ۶٫۹ از ۱۰ مثبت است.
- در متاکریتیک که از میانگین وزنی استفاده می‌کند، بر اساس رای ۲۵ منتقد، امتیاز ۶۲ از ۱۰۰ را به فیلم اختصاص داده است که نشان دهنده نقدهای «به طور کلی مطلوب» است.
- این فیلم در وبگاه IMDB دارای رتبه ۶٫۶ می‌باشد.[۷]